# Vjatsjeslav Ikonnikov

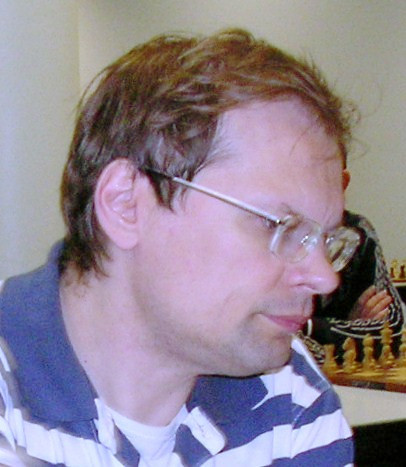
Vjatsjeslav Ikonnikov (2011)

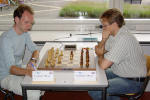
Harmen Jonkman (links) versus Vjatsjeslav Ikonnikov

Vjatsjeslav Ikonnikov (Russisch: Вячеслав Иконников) (Perm, 15 maart 1966) is een Russische schaakgrootmeester (GM). 
- In 2002 won Ikonnikov de 62e editie van het Daniël Noteboom-toernooi.
- Hij werd in 2003 gedeeld eerste in het HSC Weekendtoernooi.
- Van 25 juli t/m 4 augustus 2005 speelde Ikonnikov mee in het toernooi om het Open Kampioenschap van Nederland dat in Dieren verspeeld werd. Hij eindigde daar met 6.5 punt op een gedeelde derde plaats; Maksim Toerov werd eerste met 7.5 punt.
- Van 6 t/m 13 augustus 2005 speelde Ikonnikov mee in het Hogeschool Zeeland schaaktoernooi te Vlissingen en eindigde daar op de tiende plaats met 6.5 punt uit negen ronden. Het toernooi werd door Friso Nijboer gewonnen met 7.5 uit negen.
- In 2006 en in 2010 won hij het Open Kampioenschap van Utrecht.[1][2]
- In augustus 2007 werd hij bij het Dutch Open gedeeld vierde met 6.5 pt. uit 9.[3]
- Ikonnikov won in 2010 de open groep van Schaaktoernooi Hoogeveen.
- In juli 2014 won hij met 7 pt. uit 9 het Dutch Open toernooi, dat werd gespeeld in Dieren.[4]